# Resultados do Carnaval do Rio de Janeiro em 1957
Nesta página estão listados os resultados dos concursos de escolas de samba, frevos carnavalescos, ranchos carnavalescos e sociedades carnavalescas do carnaval do Rio de Janeiro do ano de 1957. Os desfiles foram realizados entre os dias 3 e 5 de março de 1957.
A Portela conquistou seu 12.º título de campeã do carnaval com três pontos de vantagem sobre o vice-campeão, Império Serrano. As duas escolas apresentaram enredos similares, sobre D. João VI. O enredo da Portela, "Legados de D. João VI" foi desenvolvido por Djalma Vogue, Candeia e Joacir. Últimas colocadas, Unidos de Vila Isabel, Paraíso do Tuiuti e Paz e Amor foram rebaixadas para a segunda divisão.
Em seu primeiro ano como escola de samba, a Unidos de Bangu venceu o Campeonato, sendo promovida à primeira divisão junto com Tupy de Brás de Pina (vice-campeã) e Cartolinhas de Caxias (terceira colocada).
Lenhadores ganhou a disputa dos frevos. Unidos do Cunha foi o campeão dos ranchos. Tenentes do Diabo conquistou o título do concurso das grandes sociedades.

## Escolas de samba

### Supercampeonato
O desfile da primeira divisão, chamado de Supercampeonato, foi organizado pela Associação das Escolas de Samba do Brasil (AESB) e realizado no domingo, dia 3 de março de 1957. Previsto para começar às 20 horas, teve início com três horas de atraso. O local de desfile foi transferido da Avenida Presidente Vargas para a Avenida Rio Branco. A imprensa estimou que o público presente ao desfile chegou a 700 mil pessoas.
| Ordem dos desfiles |
| 1. Acadêmicos do Salgueiro 2. Unidos do Cabuçu 3. Filhos do Deserto 4. Unidos de Vila Isabel 5. Unidos da Tijuca 6. Flor do Lins 7. Estação Primeira de Mangueira 8. Império Serrano 9. Portela 10. Caprichosos de Pilares 11. União do Centenário 12. Unidos de Bento Ribeiro 13. Unidos da Capela 14. Beija-Flor 15. Paz e Amor 16. Paraíso do Tuiuti 17. União de Jacarepaguá 18. Aprendizes de Lucas |

#### Julgadores
A comissão julgadora foi formada por: Alceu Pena; Edison Carneiro; Iberê Camargo; Mozart de Araújo; e Solano Trindade.

#### Classificação
Portela foi a campeã, conquistando seu 12.º título na elite do carnaval carioca. O título anterior foi conquistado quatro anos antes, em 1953. A Portela realizou um desfile sobre D. João VI. O enredo "Legados de D. João VI" foi desenvolvido por Djalma Vogue, Candeia e Joacir. Império Serrano ficou com o vice-campeonato por três pontos de diferença para a campeã, desfilando um enredo similar ao da Portela, também sobre D. João. Últimas colocadas, Unidos de Vila Isabel, Paraíso do Tuiuti e Paz e Amor foram rebaixadas para a segunda divisão.
| Legenda: Campeã Rebaixadas à segunda divisão * Sem informação disponível |

| Col. | Escola                        | Enredo                                               | Carnavalesco(a)                | Pontos |
| ---- | ----------------------------- | ---------------------------------------------------- | ------------------------------ | ------ |
| 1    | Portela                       | Legados de D. João VI                                | Djalma Vogue, Candeia e Joacir | 103    |
| 2    | Império Serrano               | D. João VI ou Brasil Império                         | Direção de carnaval            | 100    |
| 3    | Estação Primeira de Mangueira | Brasil Rumo ao Progresso                             | Funcionários da Casa da Moeda  | 89     |
| 4    | Acadêmicos do Salgueiro       | Navio Negreiro                                       | Hildebrando Moura              | 87     |
| 5    | Aprendizes de Lucas           | Homenagem à Imprensa                                 | *                              | 68     |
| 6    | União de Jacarepaguá          | Exaltação a D. Pedro I                               | *                              | 65     |
| 7    | Unidos da Capela              | Petrobrás                                            | *                              | 62     |
| 8    | Caprichosos de Pilares        | Exaltação ao General Osório                          | *                              | 56     |
| 9    | União do Centenário           | Constituições do Brasil                              | *                              | 51,5   |
| 10   | Beija-Flor                    | Riquezas Áureas do Brasil                            | Augusto de Almeida             | 50     |
| 11   | Unidos da Tijuca              | Sonho de Esmeralda ou Fascinação do Ouro e Diamantes | *                              | 48     |
| 12   | Unidos do Cabuçu              | Sinfonia do Trabalho                                 | *                              | 47     |
| 13   | Unidos de Bento Ribeiro       | Fundação da Cidade do Rio de Janeiro                 | *                              | 45     |
| 14   | Filhos do Deserto             | Exaltação à Medicina                                 | *                              | 43     |
| 15   | Flor do Lins                  | Sonho de Um Mártir                                   | *                              | 42     |
| 16   | Unidos de Vila Isabel         | O Último Baile da Ilha Fiscal                        | Miguel Moura                   | 41,5   |
| 17   | Paraíso do Tuiuti             | Meus Sonhos de Criança                               | Júlio Mattos                   | 40     |
| 17   | Paz e Amor                    | Trabalho, Indústria e Lavoura                        | *                              | 40     |

### Campeonato
O desfile da segunda divisão, chamado de Campeonato, foi organizado pela AESB e realizado na Praça Onze, a partir das 20 horas do domingo, dia 3 de março de 1957.
| Ordem dos desfiles |
| 1. Império da Tijuca 2. Aprendizes da Gávea 3. Aprendizes da Boca do Mato 4. Unidos do Salgueiro 5. Unidos do Jacaré 6. Além do Horizonte 7. União do Catete 8. Unidos do Morro Azul 9. Unidos de Bangu 10. União de Vaz Lobo 11. Unidos da Vila São Luís 12. Império do Marangá 13. Recreio de Inhaúma 14. Acadêmicos do Engenho da Rainha 15. Capricho do Centenário 16. Cartolinhas de Caxias 17. Império de Campo Grande 18. Mocidade Independente de Padre Miguel 19. Universitária de Rocha Miranda 20. Unidos da Congonha 21. Unidos de Nilópolis 22. Tupy de Brás de Pina |

#### Julgadores
A comissão julgadora foi formada por: Lucio Rangel; Eneida de Moraes; Haroldo Costa; Inema J. de Paulo; Ded Bourbonnais.

#### Classificação
Em seu primeiro ano como escola de samba, a Unidos de Bangu venceu o Campeonato, sendo promovida à primeira divisão. Tupy de Brás de Pina (vice-campeã por dois pontos de diferença) e Cartolinhas de Caxias (terceira colocada) também foram promovidas à desfilar no primeiro grupo no ano seguinte.
| Legenda: Promovidas à primeira divisão * Sem informação disponível |

| Col. | Escola                                | Enredo                                 | Carnavalesco(a)         | Pontos |
| ---- | ------------------------------------- | -------------------------------------- | ----------------------- | ------ |
| 1    | Unidos de Bangu                       | Homenagem à Aviação Brasileira         | Maza                    | 93     |
| 2    | Tupy de Brás de Pina                  | Ordem e Progresso                      | Antônio José Soares     | 91     |
| 3    | Cartolinhas de Caxias                 | Jóia de Nossa Poesia                   | *                       | 86     |
| 4    | Império do Marangá                    | Sucessão de Bandeiras                  | *                       | 84     |
| 5    | Mocidade Independente de Padre Miguel | O Baile das Rosas                      | Ari de Lima             | 77     |
| 6    | União do Catete                       | Cultura Nacional                       | *                       | 76     |
| 7    | Acadêmicos do Engenho da Rainha       | Devaneios de Um Pescador               | *                       | 73     |
| 7    | Aprendizes da Boca do Mato            | Carlos Gomes                           | *                       | 73     |
| 8    | Unidos da Congonha                    | Riquezas do Brasil                     | *                       | 69     |
| 9    | Recreio de Inhaúma                    | Exaltação a Rui Barbosa e Oswaldo Cruz | *                       | 67     |
| 9    | Unidos de Nilópolis                   | Homenagem a Santos Dumont              | *                       | 67     |
| 9    | Universitária de Rocha Miranda        | Samba em Três Tempos                   | *                       | 67     |
| 10   | Unidos do Jacaré                      | Pedro I e Cabral                       | *                       | 64     |
| 11   | Unidos do Salgueiro                   | Marquesa de Santos                     | *                       | 63     |
| 12   | União de Vaz Lobo                     | Santos Dumont                          | *                       | 62     |
| 12   | Unidos da Vila São Luis               | Exaltação ao Samba                     | *                       | 62     |
| 13   | Aprendizes da Gávea                   | Ana Néri                               | *                       | 60     |
| 14   | Império da Tijuca                     | Festa do Samba                         | Cláudio Dino dos Santos | 58     |
| 15   | Além do Horizonte                     | Ana Néri                               | *                       | 57     |
| 16   | Império de Campo Grande               | Cultura Nacional                       | *                       | 54,5   |
| 17   | Unidos do Morro Azul                  | Defesa do Brasil na Paz e na Guerra    | *                       | 53,5   |
| 18   | Capricho do Centenário                | Homenagem a Marinha Nacional           | *                       | 41     |

## Frevos carnavalescos
O desfile dos frevos foi realizado a partir das 17 horas do domingo, dia 3 de março de 1957, na Avenida Rio Branco.
| Ordem dos desfiles                                                                                |
| 1. Batutas da Cidade Maravilhosa 2. Pás Douradas 3. Lenhadores 4. Misto Toureiros 5. Brasil Frevo |

### Julgadores
A comissão julgadora foi formada por: Abdon Lira; Haroldo Bruno; Cecília de Souza Dantas; Maria Margarida Trindade.

### Classificação
Lenhadores foi campeão com um ponto de vantagem sobre o Pás Douradas.
| Col. | Frevo                         | Enredo                       | Pontos |
| ---- | ----------------------------- | ---------------------------- | ------ |
| 1    | Lenhadores                    | Cartola                      | 49     |
| 2    | Pás Douradas                  | Canaviais                    | 48     |
| 3    | Misto Toureiros               | Recordação de Carmen Miranda | 44     |
| 4    | Batutas da Cidade Maravilhosa | Império do Frevo             | 21     |
| 4    | Brasil Frevo                  | Tudo É Brasil                | 21     |

## Ranchos carnavalescos
O desfile dos ranchos foi realizado a partir das 20 horas da segunda-feira, dia 4 de março de 1957, na Avenida Rio Branco.

### Julgadores
A comissão julgadora foi formada por: Lamartine Babo; José Rangel; Bustamante Sá; Carlos Alberto Lima; e Anísio Medeiros.

### Classificação
Unidos do Cunha foi campeão com dois pontos de vantagem sobre a União dos Caçadores.
| Col. | Rancho                   | Enredo                                       | Pontos |
| ---- | ------------------------ | -------------------------------------------- | ------ |
| 1    | Unidos do Cunha          | Exaltação à Arte Teatral Brasileira          | 95     |
| 2    | União dos Caçadores      | Sonho de Artista                             | 93     |
| 3    | Aliança de Quintino      | Brasil de Ontem (Indígena) e Brasil de Hoje  | 83     |
| 4    | Resedá                   | Desenvolvimento do Brasil                    | 79     |
| 5    | Tomara que Chova         | Brasil Joia Rara                             | 78     |
| 6    | Unidos do Morro do Pinto | Expoentes da Nossa Música Clássica e Popular | 77     |
| 7    | Azulões da Torre         | Homenagem aos Primeiros Vultos Brasileiros   | 52     |
| 8    | Índios do Leme           | A Música no Brasil                           | 51     |
| 9    | Inocentes de Catumbi     | Sinfonia do Samba                            | 50     |
| 10   | Aliados de Quintino      | Os Grandes Vultos do Brasil                  | 44     |

## Sociedades carnavalescas
O desfile das grandes sociedades foi realizado a partir das 20 horas da terça-feira de carnaval, dia 5 de março de 1957, na Avenida Rio Branco.
| Ordem dos desfiles |
| 1. Clube dos Fenianos 2. Tenentes do Diabo 3. Clube dos Cariocas 4. Turunas de Monte Alegre 5. Embaixada do Sossego 6. Pierrôs da Caverna |

### Julgadores
A comissão julgadora foi formada por: Milton Dacosta; Mateus Fernandes; Carlos Thiré; Mozart de Araújo; e Mary Angélica.

### Classificação
Tenentes do Diabo venceu a disputa nos critérios de desempate após somar a mesma pontuação final que o Turunas de Monte Alegre.
| Col. | Sociedade               | Pontos |
| ---- | ----------------------- | ------ |
| 1    | Tenentes do Diabo       | 72     |
| 2    | Turunas de Monte Alegre | 72     |
| 3    | Embaixada do Sossego    | 70     |
| 4    | Clube dos Cariocas      | 68     |
| 5    | Clube dos Fenianos      | 61     |
| 6    | Pierrôs da Caverna      | 41     |